# San-Pédro
San-Pédro je město v jihozápadní části Pobřeží slonoviny. Leží při ústí řeky Hé do Guinejského zálivu a je správním střediskem distriktu Bas-Sassandra. Má 261 616 obyvatel (s příměstskou aglomerací přes půl milionu), je šestým největším městem země a po Abidžanu druhým nejdůležitějším přístavem. Většinu obyvatel tvoří Kruové.
Jako první Evropan zde přistál roku 1471 Portugalec Soerire Da Costa, který místo pojmenoval po svatém Petrovi. San-Pédro bylo nevýznamnou rybářskou vesnicí až do šedesátých let 20. století, kdy byl vybudován přístav Port autonome de San-Pédro a město se stalo centrem obchodu a zpracovatelského průmyslu zaměřeného na kakao, kaučuk, pralesní dřevo a železnou rudu, nachází se zde také velká cementárna. Díky množství pláží a nedalekému národnímu parku Taï, který je Světovým dědictvím, má město rovněž značné příjmy z turistického ruchu. San-Pédro má mezinárodní letiště, s 348 km vzdáleným Abidžanem je spojuje asfaltová pobřežní silnice.
V letech 2010–2011 a znovu v lednu 2017 ve městě proběhly ozbrojené nepokoje (Druhá občanská válka v Pobřeží slonoviny).
Od roku 1989 je město sídlem římskokatolické Diecéze San-Pédro en Côte d'Ivoire.
Místní fotbalový klub Séwé Sports je trojnásobným mistrem Pobřeží slonoviny.